# 新極道の妻たち 覚悟しいや
『新極道の妻たち 覚悟しいや』（しんごくどうのおんなたち かくごしいや）は、1993年公開の日本映画。主演は、岩下志麻。監督は、山下耕作。通称『極妻（ごくつま）』シリーズの第6作目。岩下版としては4作目。
本作では、1989年と1992年の愛知県、大阪府、香港を舞台に、ヤクザ組織が住民の立退き運動に揺れる中、組長の妻・安積と安積を慕う幹部の妻の愛憎、その後離婚した元組長妻・安積と香港マフィアに雇われた殺し屋との恋愛などが描かれている。キャッチコピーは、「あんたら、覚悟しいや。」。
本作で岩下は、第6回日刊スポーツ映画大賞主演女優賞を受賞。また、本作の撮影にあたり香港ロケを敢行している。

## あらすじ
1989年、愛知県岡浜市のヤクザ組織・中部坤龍会・千之崎組は地元住民に立退き運動を起こされ、五代目千之崎組組長・野木万之助（梅宮辰夫）と妻・安積（岩下志麻）はカタギ相手の対応に苦慮していた。そんな中、大阪の大組織・淡野組の若頭・雁田和光（中尾彬）が千之崎組の跡継ぎと見込んで万之助の兄弟分・笹部勝志（神山繁）を介して高明と千尋に接触を図るが、夫妻は組内に波風を立たせたくないと話を聞かなかったことにする。ある日、万之助を励まそうと弟嫁・千尋（かたせ梨乃）が事務所の2階に訪れると、万之助から「近々、跡目を弟の高明（草刈正雄）に譲るつもりだ」と告げられる。
四代目淡野組組長・佐郷隆之（佐藤慶）に招かれた万之助が大阪に訪れると住民側との和解案を提示され、その手伝いに雁田を紹介される。しかし、万之助がその話を断ったため淡野組と溝が生じ、翌日、高明は万之助から淡野組四代目を殺すよう命じられるが怖気づいてしまう。嵐になる中、夫から話を聞いた千尋は、事務所に訪れて「主人に、何言いはりましたんや!?」「親分、高明殺す気なんや!」と万之助に詰め寄るが、安積に「姐さん、高明死ぬ気なんや!」と助けを求めるも追い返されてしまう。その後、万之助は兄弟分・笹部勝志と住民側の岡浜市市議会議員・春日井一馬（浜田晃）が裏で繋がっていた事を知って修羅場になり、安積は夫を助けようと笹部の手下を射殺してしまう。
刑務所暮らしとなった安積は半年後、面会に訪れた千尋から「千之崎組が住民側と和解したこと」、「万之助と兄弟分・笹部の揉め事は淡野組の仲立ちで手打ちになったこと」を聞かされる。極道の女房に向いていないことを悟った千尋と、万之助と以前の夫婦関係に戻れないと考える安積は、それぞれ離婚してカタギの女として人生をやり直す事を決め、千尋は安積の前から去っていく。3年後出所した安積は単身で香港旅行に出かけ、花杜昌治（北大路欣也）という邦人に出会い惹かれて一夜の関係を持ち刑務所暮らしの疲れを癒やす。
しかしある夜、万之助が何者かにプロの手口で殺されてしまい、身元確認に呼ばれた安積は刑事から見せられた犯人の似顔絵で花杜の知人だと気づく。香港に訪れた安積は花杜を探し出すと、花杜は香港マフィアに雇われた殺し屋で、部下に万之助を殺させたことを打ち明ける。安積は花杜の案内で依頼者の香港人に会うと大元の依頼者が雁田と分かり、安積は花杜の雇い主となって2人で帰国する。安積が万之助の殺された理由を考えていた所、千尋が雁田の愛人となって大阪で店を持ったことを知る。
安積の突然の訪問に驚く千尋だが、安積から万之助の死について花杜などの証言を突きつけられると豹変し、嵐の夜に組長夫妻にされたことを恨んで殺しを依頼したと自白し宣戦布告する。帰宅した千尋は雁田に全てがバレたことを告げ、後日開かれる淡野組のパーティで招待客の安積を始末することに。パーティ当日、安積は花杜と会場に現れるが、淡野組組員たちに地下駐車場に連れて行かれ花杜は千尋の指示で組員から攻撃を受けて倒れてしまう。負けを認めた安積は花杜に惚れていることを千尋に打ち明け、最後は花杜と自身を重ねて銃で撃つよう頼み、花杜に駆け寄った後、駐車場に銃声が鳴り響くのであった。

## キャスト
野木安積（あずみ）
演 - 岩下志麻
作中では愛知県にあるとされる岡浜市在住。千之崎組は明治時代から岡浜市に根を張っており中部の組織でも名門で、昔気質の体質を取っている。ちなみに千之崎組のビルの外観の色が真っ黒なのは、自身の「黒は何色にも染まらない」との考えにより決めた。これまで極道の妻として万之助や組員たちを支えてきた。美人と評判で、作中で複数の外国人たちなどから容姿を褒められるシーンがある。刑務所暮らしで自分の時間が持てるようになったことがきっかけで、1人の女としての人生を考え始める。その後読書・習い事・ゴルフなどをやり始め、出所した年の9月に香港旅行に出かけ花杜と出会う。
野木千尋
演 - かたせ梨乃
高明の妻。昼間は夫の建設会社で会計などの事務作業をし、夜はクラブのママとして働ている。しっかり者な性格で普段は気さくだが時に肝の据わった態度も取る。現在は安積を姐さんとして慕っているが、元は万之助の愛人で安積に仲を引き離された後、高明を充てがわれ夫婦となった。ある日、万之助と2人きりになった時に「住民運動に嫌気が差して高明に跡目を継がせたい」との話をされる。組を離れた後は大阪で寿司屋の女将として働き始める。

### 安積、千尋と関わる主な男たち
野木万之助
演 - 梅宮辰夫
五代目千之崎組組長。安積の夫。「千之崎組は、暴力団ではなく極道一家」と認識している。これまで大阪や東京の組織と手を結ぶことなく、中部の組織からなる“中部坤龍会”の組長たちと一枚岩の結束を守ってきた。気が短く頑固な性格で、加代子から「筋目にこだわる昔ながらの極道」と評され、雁田からは「一人の極道者としては大した男だが、今の時代の一家の親分としては組を仕切る器ではない」と評される。立退きを迫る住民に「自分たちを追い出せば逆に他の地域の暴力団からこの街が狙われる」と説得しようとする。本家の淡野組事務所で「淡野組三代目とは盃を交わしたが、四代目淡野組の誰とも義理交わした覚えはにゃぁ！」と言い放つ。
野木高明
演 - 草刈正雄
万之助の実弟。野木建設の経営者として舎弟や出稼ぎ外国人労働者を雇い、千尋と共に千之崎組の経済的支柱を支える。万乃助を慕っており兄が周りとゴタゴタしそうな時は、率先して諌めたり喧嘩の仲裁に入る。ヤクザにしては謙虚で舎弟や作業員たちにも気遣いのできる性格だが神経が細い所がある。立場的に千之崎組の跡目候補だが自身はその器ではないと感じており、周りの人の思惑に振り回される。
雁田和光（かりた）
演 - 中尾彬
淡野組若頭兼本部長。頭が切れるため周りから知恵袋的存在に思われている。千尋に出会い、色気がありながらも度胸のある所を気に入る。千之崎組が所有するビルを相場の2倍の価格で譲るよう万之助に話を持ちかける。その後、淡野組のNO.2となり、後日、佐郷の四代目襲名3周年パーティの責任者を任される。
花杜昌治（はなもり）
演 - 北大路欣也
香港在住の邦人男性。沖縄出身らしき人物で日本語と香港の言葉を話せる。知人の結婚式を開いた所、偶然香港に旅行中の安積と出会い日本人の参列者が少ないため同席を頼む。表向き大物実業家のように振る舞っているが、実は殺し請負人。現在の自身の雇い主は、1997年の香港返還前に日本のヤクザと手を組んでアジア全域に進出を企む“東露封”(トウロウファン)という組織。組織から万之助殺しを依頼されて実行するが、安積に恋愛感情を抱き始める。

### その他の主な人たち
桑原加代子
演 - 加賀まりこ
桑原組組長の妻で、安積の姉貴分。兵庫県尼崎市在住。夫亡き後、組長代行として桑原組を仕切る。夫・桑原組組長は佐郷の四代目襲名に否定的だった。1ヶ月前に夫が失踪するがプロの殺し屋により殺されたと疑い、同じ組長の妻として安積に万乃助が同じ目に遭わないよう助言する。安積とはたまに会って話したり、ゴルフなどに興じる。
常石力男
演 - 成田昭次
千之崎組の若い構成員。任侠精神を持つ万之助に憧れており、ある時立退き運動の最中に住民の前に現れ、万之助を勇気づける言葉を叫び警察に取り押さえられる。しかしこの行為が万乃助に気に入られ、1992年頃から少しだけ出世し2人ほどの舎弟ができる。普段は威勢が良く気性が荒いが、一般人には基本的に穏やかに接している。後日万之助の自宅から出てきた不審な男を見つけて一悶着起こす。
笹部勝志
演 - 神山繁
万乃助の兄弟分で、安積や高明たちと親しくしている。“にほんまつ組”の組長らしく、高明たちから“にほんまつのおじき”と呼ばれている。立退き運動に頭を悩ませる万乃助のため、中部地方のヤクザ組織の集まり“中部坤龍会”で「淡野組に協力を得た方がいい」との話が出たことを伝える。淡野組の顔色を伺うような言動をしていたが、数日後、淡野組に説得されて住民との和解案を受け入れるよう万之助に助言する。
春日井一馬
演 - 浜田晃
岡浜市市議会議員。1年前から岡浜市が千之崎組たちヤクザの抗争に巻き込まれる恐れを感じて、地元住民の代表として立退き運動を扇動している。冒頭の地方裁判所での住民勝訴の判決を受けて勢いにのり、千之崎組組事務所ビル前に住民たちと共に押し寄せ、選挙カーのような車上から万之助に立退きを訴える。
佐郷隆之（さごう）
演 - 佐藤慶
淡野組四代目組長で約2万5000人の組員を抱える。万之助は先代組長と兄弟盃を交わしているが、自身とは交わしていないため二人の間には若干距離感がある。近々成立予定の新法により、ヤクザ組織への取締りを強化する警察から睨まれないよう、万之助に地元住民と和解するよう話を持ちかける。1992年に自身の四代目襲名三周年パーティを開き、参加者である組長たちに全国規模の淡野連合を発足させることを発表する。

### その他
田熊
演 - 野口貴史
千之崎組組長夫妻と親しい別組織の組長らしく、周りから“田熊の親分”と呼ばれている。立退き運動の対応に困っている万乃助のために会合を開き、笹部の「淡野組の協力を受けるべき」との意見を受け入れるよう助言する。
高明の組の幹部
演 - 成瀬正孝
高明の建設会社の作業員のまとめ役。ヤクザ関係の建設会社ということもあり、時々依頼者から仕事をキャンセルされることに悩んでいる。高明が離婚した後新しい女性との再婚を勧める。
高明の組の組員妻
演 - 木村緑子
高明の建設会社の事務所で働く。建設会社で働く男たちの食事や風呂の支度・洗濯などを他の組員妻たちと共に作業している。また、仕事を終えた組員や様々な国の外国人作業員やその妻たちと酒や料理を楽しむ。
加代子の組の組員妻
演 - 山村紅葉
加代子や安積などの妻たちとゴルフに出かけ、姐さんたちの昼食を終えそうな頃を見計らって午後からのプレーがスタートすることを告げに来る。
楊君里（ユァン・クァンレー）
演 - 乃木涼介
花杜の手下。元は中国からの難民で身寄りはいない。殺人の依頼を受けた花杜の指示で万乃助を殺す役目を任される。表向き高明の建設会社の人夫として潜り込み機会を伺う。
楊林珍（ユァン・ランツァン）
演 - 中野みゆき
1992年に君里と結婚し妻となる。君里と同じく元は中国からの難民。その後再び花杜に会いに来た安積と会話をする。香港返還前に夫婦でカナダに移住する予定。
宇野刑事
演 - 西田健
万乃助殺しの事件を調査する。警察署で高明を取り調べたり、万乃助の遺体の確認に来た安積に犯人の似顔絵を見せて反応を伺う。高圧的な性格で気が短くすぐに声を荒らげる。
バーの客
演 - ジェフ・バーグランド
香港のバーで1人ワインを飲む着物姿の安積に、一晩ホテルで過ごすようナンパする。
カジノの客
演 - キラー・カーン
香港のカジノで出会った安積に惚れて、花杜を通じて安積を1,000ドルで買おうとする。
司会
演 - レツゴー正児（レツゴー三匹）
佐郷の淡野組四代目襲名三周年パーティの司会進行を努める。
その他
五代目千之崎組組員：河本忠夫
鈴木隆二郎、石倉英彦

## 劇中歌
- 主題歌「Dream Again」

作詞：三浦徳子、作曲：寺田恵子、歌：寺田恵子（BMGビクター）
- 「てぃんさぐぬ花」

沖縄民謡
香港の船着き場での挙式の席で花杜が弾き語りしてこの歌を来客たちに聴かせる。

## スタッフ
- 原作 - 家田荘子（文藝春秋刊）
- 監督 - 山下耕作
- 脚本 - 高田宏治
- 音楽 - 菊地ひみこ「BEAM」（BMGビクター）
- 音楽プロデューサー - おくがいち明
- 企画 - 日下部五朗
- プロデューサー - 奈村協、小柳憲子
- 撮影 - 木村大作
- 美術 - 内藤昭
- 照明 - 増田悦章
- 録音 - 堀池美夫
- 編集 - 玉木濬夫
- 助監督 - 俵坂昭康
- 記録 - 森村幸子
- 整音 - 荒川輝彦
- 装置 - 増田道清
- 装飾 - 極並浩史
- 背景 - 西村三郎
- 衣裳 - 宮川信男
- 美粧 - 田渕恵子
- 結髪 - 山田真佐子
- 撮影効果 - 村上喜代美
- 音響効果 - 平井清重
- 擬斗 - 上野隆三
- スタイリスト - 高橋巧子岩下・中川原寛（北大路欣也担当）市原みちよ（かたせ梨乃・加賀まりこ担当）
- ヘアメイク - 馬場利広（岩下志麻担当）浦田尚美（岩下志麻担当）鎌田真由美（かたせ梨乃担当）武田千巻（加賀まりこ担当）
- 刺青 - 毛利清二
- 方言指導 - 松本陽子、星野龍美、安東千恵夫
- 広東語指導 - 翁偉武
- カースタント - 高橋レーシングチーム
- 火薬効果 - BRONCO
- 劇用車 - 小野順一
- 香港ロケ・コーディネーター - 辻村哲郎
- 演技事務 - 寺内文夫
- 歌唱指導 - 知名定男
- スチール - 中山健司
- 企画協力 - 井波洋（ヒロプロダクション）
- キャスティング - 葛原隆康
- 音楽製作 - 東映音楽出版株式会社
- 協力 - 鈴乃屋

## 作品の評価
- 隠れ極妻ファンという江戸木純は「毎回岩下志麻が観せる過剰に濃厚な芝居とせりふ回しは、いかなるコメディもかなわない爆笑やくざパロディ。その荒唐無稽さが頂点に達した傑作が『新・極道の妻たち／覚悟しいや』。特に香港ロケ場面は壮絶」などと評価している[5]。

## エピソード
- 封切り初日の1993年1月30日に大阪梅田東映の初日オールナイト興行で、岩下志麻、かたせ梨乃、成田昭次らも参加した[6]。このイベントでは、岩下がラストシーンで使ったセリフ「あんたら覚悟しいや」を一般公募した参加者に一発ビシッと舞台上できめてもらい、どれだけ岩下姐さんに近づけるか、その名も「あんたら覚悟しいやコンテスト」が開催された[6]。司会はルンルン・エクスプレスのあい京子（現・斉藤京子）。優勝は大阪の着付け講師で、着物の裾を割って、マジックペンで"昭次命"の書いた太ももを見せる大胆なパフォーマンスが優勝の決め手になった[6]。優勝賞品はメナード化粧品セット等[6]。